# David Edwards
David Alexander Edwards (Shrewsbury, 3 febbraio 1986) è un ex calciatore gallese, di ruolo centrocampista.

## Carriera

### Nazionale
Viene convocato per gli Europei 2016 in Francia.

## Statistiche

### Presenze e reti nei club
Statistiche aggiornate al 17 marzo 2018.
| Stagione               | Squadra                | Campionato             | Campionato | Campionato | Coppe nazionali | Coppe nazionali | Coppe nazionali | Coppe continentali | Coppe continentali | Coppe continentali | Altre coppe | Altre coppe | Altre coppe | Totale | Totale |
| Stagione               | Squadra                | Comp                   | Pres       | Reti       | Comp            | Pres            | Reti            | Comp               | Pres               | Reti               | Comp        | Pres        | Reti        | Pres   | Reti   |
| ---------------------- | ---------------------- | ---------------------- | ---------- | ---------- | --------------- | --------------- | --------------- | ------------------ | ------------------ | ------------------ | ----------- | ----------- | ----------- | ------ | ------ |
| 2002-2003              | Shrewsbury Town        | TD                     | 1          | 0          | FACup+CdL       | 0               | 0               | -                  | -                  | -                  | FLT         | 0           | 0           | 1      | 0      |
| 2003-2004              | Shrewsbury Town        | FC                     | 16+1       | 0          | FACup+CdL       | 0               | 0               | -                  | -                  | -                  | FLT         | 5           | 0           | 22     | 0      |
| 2004-2005              | Shrewsbury Town        | FL2                    | 27         | 5          | FACup+CdL       | 1+1             | 0               | -                  | -                  | -                  | FLT         | 1           | 0           | 30     | 5      |
| 2005-2006              | Shrewsbury Town        | FL2                    | 30         | 2          | FACup+CdL       | 2+0             | 2               | -                  | -                  | -                  | FLT         | 1           | 0           | 33     | 4      |
| 2006-2007              | Shrewsbury Town        | FL2                    | 45         | 5          | FACup+CdL       | 2+1             | 0               | -                  | -                  | -                  | FLT         | 3           | 1           | 50     | 1      |
| Totale Shrewsbury Town | Totale Shrewsbury Town | Totale Shrewsbury Town | 119+1      | 12         |                 | 7               | 2               |                    | -                  | -                  |             | 10          | 1           | 137    | 15     |
| 2007-gen. 2008         | Luton Town             | FL1                    | 19         | 4          | FACup+CdL       | 4+2             | 0               | -                  | -                  | -                  | FLT         | 1           | 0           | 26     | 4      |
| gen.-giu. 2008         | Wolverhampton          | FLC                    | 10         | 1          | FACup+CdL       | -               | -               | -                  | -                  | -                  | -           | -           | -           | 10     | 1      |
| 2008-2009              | Wolverhampton          | FLC                    | 44         | 3          | FACup+CdL       | 2+2             | 0               | -                  | -                  | -                  | -           | -           | -           | 48     | 3      |
| 2009-2010              | Wolverhampton          | PL                     | 20         | 1          | FACup+CdL       | 0+1             | 0               | -                  | -                  | -                  | -           | -           | -           | 21     | 1      |
| 2010-2011              | Wolverhampton          | PL                     | 15         | 1          | FACup+CdL       | 2+1             | 0               | -                  | -                  | -                  | -           | -           | -           | 18     | 1      |
| 2011-2012              | Wolverhampton          | PL                     | 26         | 3          | FACup+CdL       | 0+2             | 1               | -                  | -                  | -                  | -           | -           | -           | 28     | 4      |
| 2012-2013              | Wolverhampton          | FLC                    | 24         | 2          | FACup+CdL       | 0+1             | 0               | -                  | -                  | -                  | -           | -           | -           | 25     | 2      |
| 2013-2014              | Wolverhampton          | FL1                    | 30         | 9          | FACup+CdL       | 1+0             | 0               | -                  | -                  | -                  | FLT         | 0           | 0           | 31     | 9      |
| 2014-2015              | Wolverhampton          | FLC                    | 41         | 6          | FACup+CdL       | 2+1             | 2+0             | -                  | -                  | -                  | -           | -           | -           | 44     | 8      |
| 2015-2016              | Wolverhampton          | FLC                    | 29         | 5          | FACup+CdL       | 1+0             | 0               | -                  | -                  | -                  | -           | -           | -           | 30     | 5      |
| 2016-2017              | Wolverhampton          | FLC                    | 44         | 10         | FACup+CdL       | 3+2             | 0               | -                  | -                  | -                  | -           | -           | -           | 49     | 10     |
| ago. 2017              | Wolverhampton          | FLC                    | 1          | 0          | FACup+CdL       | 0+2             | 0               | -                  | -                  | -                  | -           | -           | -           | 3      | 0      |
| Totale Wolverhampton   | Totale Wolverhampton   | Totale Wolverhampton   | 284        | 41         |                 | 23              | 3               |                    | -                  | -                  |             | 0           | 0           | 307    | 44     |
| ago. 2017-2018         | Reading                | FLC                    | 27         | 3          | FACup+CdL       | 3+0             | 0               | -                  | -                  | -                  | -           | -           | -           | 30     | 3      |
| Totale carriera        | Totale carriera        | Totale carriera        | 450        | 60         |                 | 39              | 5               |                    | -                  | -                  |             | 11          | 1           | 500    | 66     |

### Cronologia presenze e reti in nazionale
| Cronologia completa delle presenze e delle reti in nazionale ― Galles | Cronologia completa delle presenze e delle reti in nazionale ― Galles | Cronologia completa delle presenze e delle reti in nazionale ― Galles | Cronologia completa delle presenze e delle reti in nazionale ― Galles | Cronologia completa delle presenze e delle reti in nazionale ― Galles | Cronologia completa delle presenze e delle reti in nazionale ― Galles | Cronologia completa delle presenze e delle reti in nazionale ― Galles | Cronologia completa delle presenze e delle reti in nazionale ― Galles |
| Data                                                                  | Città                                                                 | In casa                                                               | Risultato                                                             | Ospiti                                                                | Competizione                                                          | Reti                                                                  | Note                                                                  |
| --------------------------------------------------------------------- | --------------------------------------------------------------------- | --------------------------------------------------------------------- | --------------------------------------------------------------------- | --------------------------------------------------------------------- | --------------------------------------------------------------------- | --------------------------------------------------------------------- | --------------------------------------------------------------------- |
| 17-11-2007                                                            | Cardiff                                                               | Galles                                                                | 1 – 1                                                                 | Irlanda                                                               | Qual. Euro 2008                                                       | -                                                                     | 37’                                                                   |
| 21-11-2007                                                            | Francoforte sul Meno                                                  | Germania                                                              | 0 – 0                                                                 | Galles                                                                | Qual. Euro 2008                                                       | -                                                                     | 90’                                                                   |
| 6-2-2008                                                              | Wrexham                                                               | Galles                                                                | 3 – 0                                                                 | Norvegia                                                              | Amichevole                                                            | -                                                                     | 46’                                                                   |
| 28-5-2008                                                             | Reykjavík                                                             | Islanda                                                               | 0 – 1                                                                 | Galles                                                                | Amichevole                                                            | -                                                                     | 62’                                                                   |
| 1-6-2008                                                              | Rotterdam                                                             | Paesi Bassi                                                           | 2 – 0                                                                 | Galles                                                                | Amichevole                                                            | -                                                                     | 58’                                                                   |
| 6-9-2008                                                              | Cardiff                                                               | Galles                                                                | 1 – 0                                                                 | Azerbaigian                                                           | Qual. Mondiali 2010                                                   | -                                                                     | 70’                                                                   |
| 10-9-2008                                                             | Mosca                                                                 | Russia                                                                | 2 – 1                                                                 | Galles                                                                | Qual. Mondiali 2010                                                   | -                                                                     | 73’ 76’                                                               |
| 11-10-2008                                                            | Cardiff                                                               | Galles                                                                | 2 – 0                                                                 | Liechtenstein                                                         | Qual. Mondiali 2010                                                   | 1                                                                     |                                                                       |
| 15-10-2008                                                            | Mönchengladbach                                                       | Germania                                                              | 1 – 0                                                                 | Galles                                                                | Qual. Mondiali 2010                                                   | -                                                                     | 76’                                                                   |
| 19-11-2008                                                            | Copenaghen                                                            | Danimarca                                                             | 0 – 1                                                                 | Galles                                                                | Amichevole                                                            | -                                                                     | 46’                                                                   |
| 11-2-2009                                                             | Faro                                                                  | Galles                                                                | 0 – 1                                                                 | Polonia                                                               | Amichevole                                                            | -                                                                     |                                                                       |
| 28-3-2009                                                             | Cardiff                                                               | Galles                                                                | 0 – 2                                                                 | Finlandia                                                             | Qual. Mondiali 2010                                                   | -                                                                     | 54’                                                                   |
| 29-5-2009                                                             | Llanelli                                                              | Galles                                                                | 1 – 0                                                                 | Estonia                                                               | Amichevole                                                            | -                                                                     | 65’                                                                   |
| 6-6-2009                                                              | Baku                                                                  | Azerbaigian                                                           | 0 – 1                                                                 | Galles                                                                | Qual. Mondiali 2010                                                   | 1                                                                     |                                                                       |
| 9-9-2009                                                              | Cardiff                                                               | Galles                                                                | 1 – 3                                                                 | Russia                                                                | Qual. Mondiali 2010                                                   | -                                                                     |                                                                       |
| 10-10-2009                                                            | Helsinki                                                              | Finlandia                                                             | 2 – 1                                                                 | Galles                                                                | Qual. Mondiali 2010                                                   | -                                                                     |                                                                       |
| 14-10-2009                                                            | Vaduz                                                                 | Liechtenstein                                                         | 0 – 2                                                                 | Galles                                                                | Qual. Mondiali 2010                                                   | -                                                                     | 87’                                                                   |
| 14-11-2009                                                            | Cardiff                                                               | Galles                                                                | 3 – 0                                                                 | Scozia                                                                | Amichevole                                                            | 1                                                                     | 81’                                                                   |
| 23-5-2010                                                             | Osijek                                                                | Croazia                                                               | 2 – 0                                                                 | Galles                                                                | Amichevole                                                            | -                                                                     |                                                                       |
| 3-9-2010                                                              | Podgorica                                                             | Montenegro                                                            | 1 – 0                                                                 | Galles                                                                | Qual. Euro 2012                                                       | -                                                                     | 68’                                                                   |
| 8-10-2010                                                             | Cardiff                                                               | Galles                                                                | 0 – 1                                                                 | Bulgaria                                                              | Qual. Euro 2012                                                       | -                                                                     | 68’                                                                   |
| 12-10-2010                                                            | Basilea                                                               | Svizzera                                                              | 4 – 1                                                                 | Galles                                                                | Qual. Euro 2012                                                       | -                                                                     | 76’                                                                   |
| 12-11-2010                                                            | Cardiff                                                               | Galles                                                                | 4 – 1                                                                 | Norvegia                                                              | Amichevole                                                            | -                                                                     | 90’                                                                   |
| 27-5-2012                                                             | East Rutherford                                                       | Messico                                                               | 2 – 0                                                                 | Galles                                                                | Amichevole                                                            | -                                                                     | 46’                                                                   |
| 7-9-2012                                                              | Cardiff                                                               | Galles                                                                | 0 – 2                                                                 | Belgio                                                                | Qual. Mondiali 2014                                                   | -                                                                     | 80’                                                                   |
| 11-9-2012                                                             | Novi Sad                                                              | Serbia                                                                | 6 – 1                                                                 | Galles                                                                | Qual. Mondiali 2014                                                   | -                                                                     | 46’                                                                   |
| 13-10-2014                                                            | Cardiff                                                               | Galles                                                                | 2 – 1                                                                 | Cipro                                                                 | Qual. Euro 2016                                                       | -                                                                     | 58’                                                                   |
| 3-9-2015                                                              | Nicosia                                                               | Cipro                                                                 | 0 – 1                                                                 | Galles                                                                | Qual. Euro 2016                                                       | -                                                                     |                                                                       |
| 6-9-2015                                                              | Cardiff                                                               | Galles                                                                | 0 – 0                                                                 | Israele                                                               | Qual. Euro 2016                                                       | -                                                                     |                                                                       |
| 10-10-2015                                                            | Zenica                                                                | Bosnia ed Erzegovina                                                  | 2 – 0                                                                 | Galles                                                                | Qual. Euro 2016                                                       | -                                                                     | 85’                                                                   |
| 13-10-2015                                                            | Cardiff                                                               | Galles                                                                | 2 – 0                                                                 | Andorra                                                               | Qual. Euro 2016                                                       | -                                                                     | 23’                                                                   |
| 5-6-2016                                                              | Solna                                                                 | Svezia                                                                | 3 – 0                                                                 | Galles                                                                | Amichevole                                                            | -                                                                     | 63’                                                                   |
| 11-6-2016                                                             | Bordeaux                                                              | Galles                                                                | 2 – 1                                                                 | Slovacchia                                                            | Euro 2016 - 1º turno                                                  | -                                                                     | 69’                                                                   |
| 16-6-2016                                                             | Lens                                                                  | Inghilterra                                                           | 2 – 1                                                                 | Galles                                                                | Euro 2016 - 1º turno                                                  | -                                                                     | 67’                                                                   |
| 20-6-2016                                                             | Tolosa                                                                | Galles                                                                | 3 – 0                                                                 | Russia                                                                | Euro 2016 - 1º turno                                                  | -                                                                     | 72’                                                                   |
| 6-10-2016                                                             | Vienna                                                                | Austria                                                               | 2 – 2                                                                 | Galles                                                                | Qual. Mondiali 2018                                                   | -                                                                     | 56’                                                                   |
| 9-10-2016                                                             | Cardiff                                                               | Galles                                                                | 1 – 1                                                                 | Georgia                                                               | Qual. Mondiali 2018                                                   | -                                                                     |                                                                       |
| 12-11-2016                                                            | Cardiff                                                               | Galles                                                                | 1 – 1                                                                 | Serbia                                                                | Qual. Mondiali 2018                                                   | -                                                                     | 84’                                                                   |
| 11-6-2017                                                             | Belgrado                                                              | Serbia                                                                | 1 – 1                                                                 | Galles                                                                | Qual. Mondiali 2018                                                   | -                                                                     | 73’                                                                   |
| 2-9-2017                                                              | Cardiff                                                               | Galles                                                                | 1 – 0                                                                 | Austria                                                               | Qual. Mondiali 2018                                                   | -                                                                     |                                                                       |
| 5-9-2017                                                              | Chișinău                                                              | Moldavia                                                              | 0 – 2                                                                 | Galles                                                                | Qual. Mondiali 2018                                                   | -                                                                     | 88’                                                                   |
| 6-10-2017                                                             | Tbilisi                                                               | Georgia                                                               | 0 – 1                                                                 | Galles                                                                | Qual. Mondiali 2018                                                   | -                                                                     | 61’                                                                   |
| 14-11-2017                                                            | Cardiff                                                               | Galles                                                                | 1 – 1                                                                 | Panama                                                                | Amichevole                                                            | -                                                                     | 62’                                                                   |
| Totale                                                                |                                                                       | Presenze                                                              | 43                                                                    |                                                                       | Reti                                                                  | 3                                                                     |                                                                       |

## Palmarès

### Club

#### Competizioni nazionali
- Football League Championship: 1

Wolverhampton: 2008-2009
- Football League One: 1

Wolverhampton: 2013-2014
- Coppa di Lega gallese: 1

Bala Town: 2022-2023